# Билз, Дженнифер
Дже́ннифер Билз (англ. Jennifer Beals, род. 19 декабря 1963, Чикаго, Иллинойс, США) — американская актриса. Она наиболее известна благодаря главной роли в фильме 1983 года «Танец-вспышка», которая принесла ей номинацию на премию «Золотой глобус», а также Бетт Портер в телесериале «Секс в другом городе» (2004—2009).

## Ранняя жизнь
Дженнифер Билз родилась в Чикаго, Иллинойс, в семье бакалейщика и учительницы начальной школы. Дженнифер — мулатка, её отец — афроамериканец, а мать имеет ирландские корни. С детства мечтая о сцене впервые появилась в школьной сценической постановке после чего последовала незначительная роль в фильме «Мой телохранитель» (1980). После окончания школы поступила в Йельский университет, где изучала литературу.

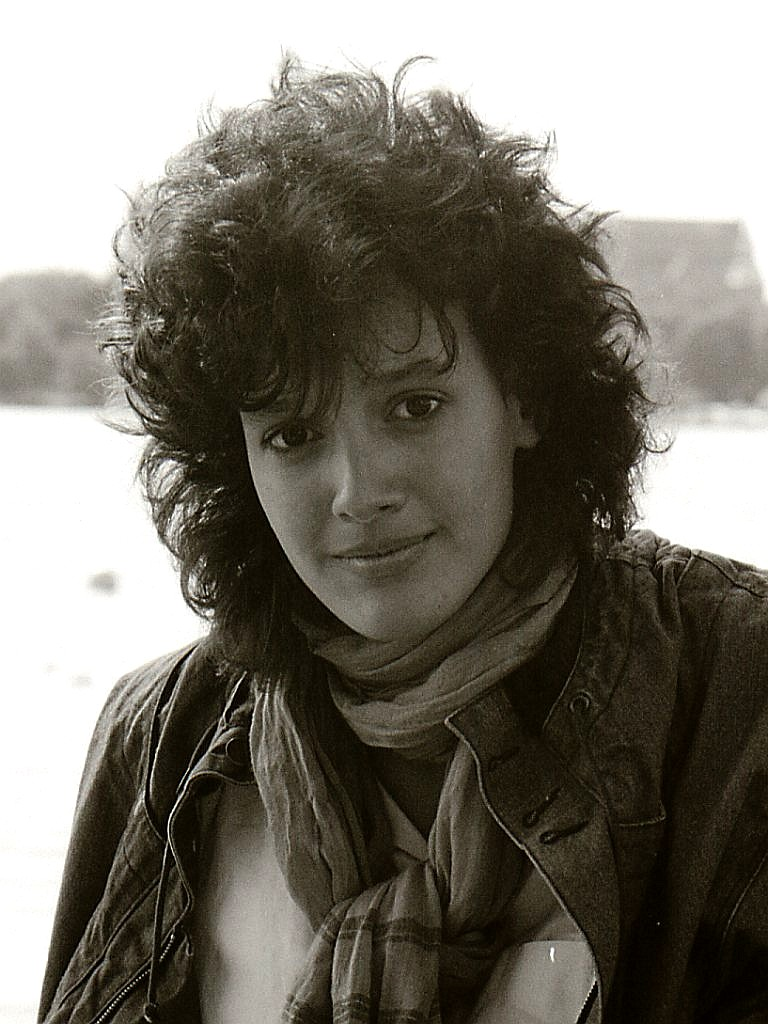
Дженнифер Билз в 1983 году

## Карьера
Ещё будучи первокурсницей, Дженнифер Билз получила свою первую главную роль, в фильме 1983 года «Танец-вспышка» о молодой танцовщице, которая влюбляется во взрослого владельца завода. Фильм собрал в американском прокате почти сто миллионов и вошёл в тройку самых кассовых лент года. Билз была номинирована на премию «Золотой глобус» за лучшую женскую роль — комедия или мюзикл за игру в фильме и в целом получила похвалу от критиков, давшим негативные отзывы самой картине. Несмотря на успех фильма, актриса взяла перерыв в карьере, чтобы сконцентрироваться на образовании, и вплоть до 1985 года не появлялась на экранах.
В 1985 году Билз сыграла главную роль в фильме «Невеста» вместе со Стингом. Фильм получил негативные отзывы и провалился в прокате. Она вернулась в Йельский университет, где в 1987 году получила степень бакалавра в области литературы. В конце восьмидесятых она возобновила свою карьеру, но уже не имела крупных успехов на большом экране и в основном была заметна благодаря ролям второго плана в таких фильмах, как «Поцелуй вампира» (1988), «Доктор М» (1990), «Миссис Паркер и порочный круг» (1994), «Четыре комнаты» (1995), «Дьявол в голубом платье» (1995), «Пророчество 2» (1998). Также она снималась во множестве независимых фильмов. На телевидении в 1992 году она сыграла одну из главных ролей в недолго просуществовавшей прайм-тайм мыльной опере Аарона Спеллинга «Дорога на Малибу 2000», а также снялась во множестве телефильмов.
С 2004 по 2009 год Билз играла одну из главных ролей в телесериале канала Showtime «Секс в другом городе». Она играла образованную и умную лесбиянку Бетт Портер, которая стала весьма популярна в определённых кругах. На большом экране она была заметна в фильмах «Проклятие 2» (2006) и «Книга Илая» (2010). Она вернулась на телевидение в 2011 году с ролью в сериале «Власть закона», который был закрыт после одного сезона. После этого она была приглашённой звездой в двух эпизодах сериала «Касл» в начале 2012 года, а после в недолго просуществовавшем «Доктор мафии». В начале 2013 года Дженнифер Билз была приглашена на роль матриарха большого семейства в пилот канала ABC «Западная сторона», который является современной версией «Ромео и Джульетты».

## Личная жизнь
По окончании университета Дженнифер Билз вышла замуж за независимого режиссёра Александра Рокуэлла и появилась в нескольких его фильмах. Они развелись в 1996 году. 
В 1998 году она вышла замуж за канадского предпринимателя Кена Диксона и 18 октября 2005 года родила дочь Эллу. Элла Диксон также снимается в кино.

## Фильмография
| Год       |    | Русское название                            | Оригинальное название                | Роль              |
| --------- | -- | ------------------------------------------- | ------------------------------------ | ----------------- |
| 1980      | ф  | Мой телохранитель                           | My Bodyguard                         | подруга Клиффорда |
| 1983      | ф  | Танец-вспышка                               | Flashdance                           | Алекс Оуэнс       |
| 1985      | ф  | Невеста                                     | The Bride                            | Ева               |
| 1985      | с  | Театр волшебных историй                     | Faerie Tale Theatre                  | девушка           |
| 1988      | ф  | Азартная игра                               | La Partita                           | Оливия Кандиони   |
| 1988      | ф  | Двойственные решения                        | Split Decisions                      | Барбара Джуэриб   |
| 1988      | ф  | Поцелуй вампира                             | Vampire’s Kiss                       | Рейчел            |
| 1989      | ф  | Сыновья                                     | Sons                                 | трансвестит       |
| 1990      | ф  | Доктор М                                    | Dr. M                                | Соня Воглер       |
| 1990      | тф | Tinikling ou La madonne et le dragon        | Tinikling ou La madonne et le dragon | Патти Мередит     |
| 1991      | ф  | Кровь и бетон: История любви                | Blood and Concrete                   | Мона              |
| 1992      | ф  | В супе                                      | In the Soup                          | Анжелика Пена     |
| 1992      | ф  | Ужас на встрече выпускников                 | Terror Stalks the Class Reunion      | Вирджиния         |
| 1992      | ф  | Непристойность                              | Indecency                            | Элли Шоу          |
| 1992      | ф  | День расплаты 2                             | Le Grand pardon II                   | Джойс Ферранти    |
| 1993      | мф | Вор и сапожник                              | The Thief and the Cobbler            | Принцесса Юм-Юм   |
| 1993      | ф  | Дорогой дневник                             | Caro diario                          | играет саму себя  |
| 1993      | тф | The Night Owl                               | The Night Owl                        | Джулия            |
| 1994      | ф  | Миссис Паркер и порочный круг               | Mrs. Parker and the Vicious Circle   | Гертруда Бенчли   |
| 1994      | ф  | В поисках одноглазого Джимми                | The Search for One-eye Jimmy         | Эллен             |
| 1994      | ф  | Смерть на виду                              | Dead on Sight                        | Ребекка Дарси     |
| 1995      | ф  | Четыре комнаты                              | Four Rooms                           | Энджела           |
| 1995      | ф  | Пусть это буду я                            | Let It Be Me                         | Эмили Тейлор      |
| 1995      | ф  | Дьявол в голубом платье                     | Devil in a Blue Dress                | Дафна Моне        |
| 1997      | ф  | Мысли полные желания                        | Wishful Thinking                     | Элизабет          |
| 1997      | ф  | Сумерки семейства Голд                      | The Twilight of the Golds            | Сюзанна Голд      |
| 1998      | ф  | Пророчество 2                               | The Prophecy II                      | Валери Розалес    |
| 1998      | тф | Шалости                                     | The Spree                            | Зиния Келли       |
| 1998      | ф  | Последние дни диско                         | The Last Days of Disco               | Нина              |
| 1998      | ф  | Тело и душа                                 | Body and Soul                        | Джина             |
| 1999      | с  | Голод                                       | The Hunger                           | Джейн             |
| 1999      | ф  | Турбулентность 2: Страх полётов             | Fear of Flying                       | Джессика          |
| 1999      | ф  | Something More                              | Something More                       | Лиза              |
| 2000      | тф | Без злого умысла                            | Without Malice                       | Саманта Уилкс     |
| 2000      | ф  | Дело чести                                  | A House Divided                      | Аманда Диксон     |
| 2000      | ф  | Погоня за украденной боеголовкой            | Militia                              | Джули Сандерс     |
| 2001      | ф  | За чертой                                   | Out of Line                          | Дженни Капитанас  |
| 2001      | ф  | Годовщина                                   | The Anniversary Party                | Джина Тейлор      |
| 2001      | ф  | После шторма                                | After the Storm                      | миссис Жавотт     |
| 2001      | тф | Праздник всех святых                        | The Feast of All Saints              | Долли Роуз        |
| 2001      | ф  | The Big House                               | The Big House                        | Лоррейн Брюстер   |
| 2002      | ф  | Тринадцать лун                              | 13 Moons                             | Сьюзи             |
| 2002      | ф  | Любимец женщин                              | Roger Dodger                         | Софи              |
| 2002      | ф  | Затаённая злоба                             | They Shoot Divas, Don’t They?        | Слоан Макбрайд    |
| 2003      | ф  | Вердикт за деньги                           | Runaway Jury                         | Ванесса Лембек    |
| 2004      | ф  | Запретная миссия                            | Catch That Kid                       | Молли             |
| 2004—2009 | с  | Секс в другом городе                        | The L word                           | Бетт Портер       |
| 2005      | ф  | Смерть в лагуне                             | Desolation Sound                     | Элизабет Стори    |
| 2005      | ф  | Костолом                                    | Break a Leg                          | Джульет           |
| 2006      | ф  | Проклятие 2                                 | The Grudge 2                         | Триш              |
| 2006      | ф  | Troubled Waters                             | Troubled Waters                      | Дженнифер Бек     |
| 2007      | ф  | Меня зовут Сара                             | My Name Is Sarah                     | Сара Уинстон      |
| 2009      | ф  | Шахматистка                                 | Joueuse                              | американка        |
| 2009      | с  | Обмани меня                                 | Lie to Me                            | Зои Ландау        |
| 2010      | ф  | Рождественские приключения семейства Фоксов | ...                                  | Энжелла Фокс      |
| 2010      | ф  | Книга Илая                                  | The Book of Eli                      | Клаудиа           |
| 2011      | с  | Власть закона                               | The Chicago Code                     | Тереза Колвин     |
| 2012      | с  | Касл                                        | Castle                               | София Тёрнер      |
| 2013      | с  | Западная сторона                            | Westside                             | Лиза Карвер       |
| 2013      | ф  | Кинороман                                   | Cinemanovels                         | Подруга Грейс     |
| 2016      | ф  | Манхэттенская ночь                          | Manhattan Night                      | Лиза              |
| 2017      | ф  | Матрица времени                             | Before I Fall                        | мать Саманты      |
| 2017      | с  | Заложница                                   | Taken                                | Кристина Харт     |
| 2019      | ф  | После                                       | After                                | Карен Скотт       |
| 2019      | с  | Болотная тварь                              | Swamp Thing                          | Люсилия Кейбл     |
| 2021      | с  | Книга Бобы Фетта                            | The Book of Boba Fett                | Гарса Фуип        |